# Bartolomé de Castro

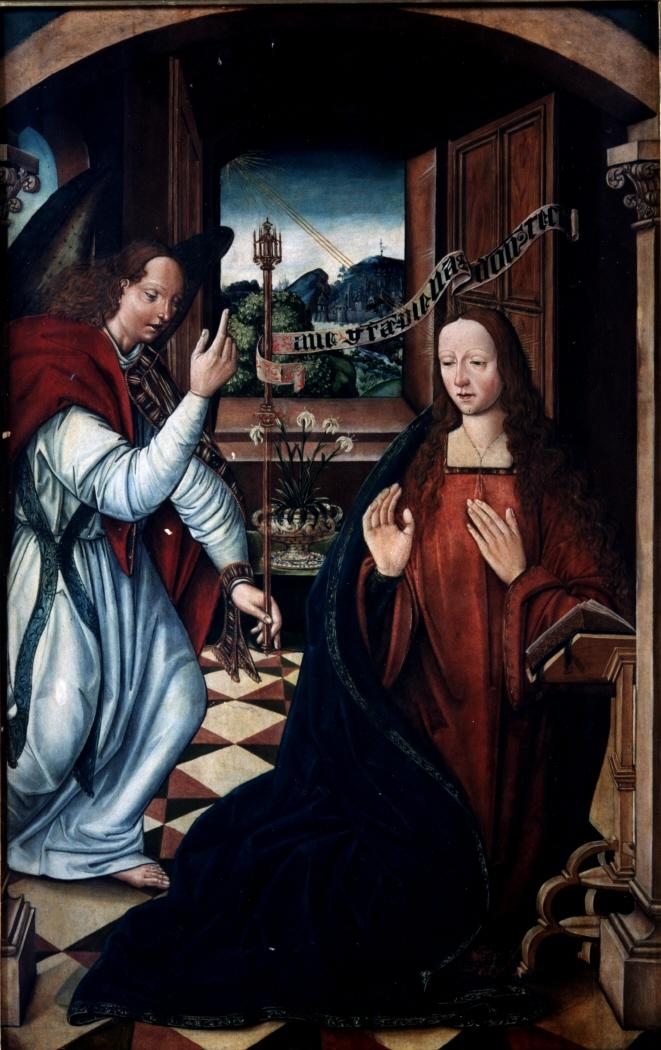
Anunciación, óleo sobre tabla, 103 x 65 cm, Madrid, Museo Lázaro Galdiano. Tabla procedente de la iglesia del convento de San Pablo de Palencia.

Bartolomé de Castro fue un pintor activo en Palencia y su comarca en el primer cuarto del siglo XVI. 
Su estilo, que Diego Angulo Íñiguez describe de figuras grandotas y desmañadas, se ha podido establecer merced a unas pocas obras firmadas, comenzando con la de Santo Domingo del Museo Lázaro Galdiano a partir de la que fue posible asignar al pintor otras tres tablas del mismo museo con la Anunciación, la Natividad y la Adoración de los Reyes, todas ellas de la misma procedencia: la iglesia del convento de San Pablo de Palencia. También firmado en grandes letras góticas es un expresivo San Onofre de procedencia desconocida, hoy en la Colección Masaveu, muy cercano en la forma de disponer las figuras en el paisaje a un San Juan Bautista de colección particular inglesa.
Se le ha atribuido también el Retablo de san Juan Bautista de Requena de Campos, en paradero desconocido desde que salió a la venta en Barcelona en 1969, del que lo más notable es la tabla del Banquete de Herodías con Salomé suplicando a Herodes la cabeza del Bautista. La utilización de una estampa de Lucas van Leyden, datable hacia 1509, para la figura del músico que tañe el arpa y,  muy especialmente, la de otro grabado de Marcantonio Raimondi, a partir de un dibujo de Rafael de Venus y Cupido para un detalle de la ornamentación arquitectónica, con el que se realza el carácter lascivo del palacio de Herodes, subrayan en lo estilístico el carácter retardatario del pintor que, aun estando al día en el manejo de estampas, permanece apegado a formulismos góticos y es incapaz de representar adecuadamente las proporciones de cada una de las partes del cuerpo humano.
Pese a ello, destacan en este pintor la fuerza expresiva de sus figuras, así como la atención y cuidado con que representa ciertos detalles. Se han señalado como posibles influencias en su arte a Fernando Gallego, Juan de Flandes, el anónimo Maestro de Astorga y Pedro Berruguete. De la obra de este último debió tener conocimiento directo, como muestran la Virgen con el Niño de colección privada brasileña o la Fundación de la orden franciscana en una colección privada estadounidense, derivando ambas de modelos y composiciones berruguetianos.